# Sibbaldia
Sibbaldia là một chi thực vật có hoa trong họ Hoa hồng.